# Denney Goodhew
Denney Goodhew (* 1952 in Walla Walla) ist ein US-amerikanischer Jazzmusiker, der Saxophon, Klarinette und Flöte, Keyboard, Schlagzeug und Cello spielt.
Goodhew studierte klassisches Klavier bei Jose Rambaldi und von 1968 bis 1972 Jazzmusik bei Bill Cole am Whitman College. Von 1974 bis 1982 unterrichtete er Saxophon und Ensemblespiel am Cornish College of the Arts in Seattle. Von 1993 bis 1998 unterrichtete er an der Hochschule der Künste in Berlin Komposition, Improvisation, Gehörbildung, Ensemblespiel, Saxophon, Gesang und Klavier. Seit 1998 unterrichtet er am Cornish College of the Arts und ist musikalischer Leiter des Seattle Youth Jazz Ensemble. Von 1980 bis 2005 arbeitete er außerdem als Komponist für den Videoproduzenten CurrentRutledge.
Goodhew trat und nahm als Sideman mit zahlreichen Musikern auf, darunter Charlie Haden, Gary Peacock, Buster Williams, Dave Holland, Marc Johnson, Jimmy Garrison, Adam Nussbaum, Eddie Blackwell, Jon Christensen, Jack DeJohnette,  Jeff Hamilton, Julian Priester, Etta James, Big Joe Turner, Billy Eckstine, Ernestine Anderson, Lou Rawls, Ed Ames, Dino Saluzzi, David Friedman, Terry Gibbs, Albert King, Robert Cray, Robben Ford, Bill Frisell, Gil Evans, Sam Rivers und Art Lande. Er trat in Japan, Taiwan und Israel, Deutschland, Polen und Norwegen auf und wirkte an mehr als 50 CDs mit. 2002 dirigierte er die Aufführung seiner vierzigminütigen Komposition New Moon Suite für Big Band in der Benaroya Hall in Seattle.

## Diskographie
- First Avenue: First Avenue, 1980
- Anthony Braxton: Composition #96, 1981
- Joni Metcalf: Ringaround, 1982
- Rich Halley: Multnomah Rhythms, 1982
- Barney McClure: Transition, 1984
- Allen Youngblood: Selah, 1984
- The Kinetics: Snake Dance, 1987
- Jerry Granelli: One Day At A Time, 1988
- Jerry Granelli: Koputia, 1988
- Jerry Granelli: A Song I Thought I Heard Buddy Sing, 1992
- Wayne Horvitz: Miracle Mile, 1992
- Don Lanphere, Bud Shank, Denney Goodhew: Lopin, 1994
- Ralph Towner: Lost and Found, 1995
- Barney McClure: Photographs, 1997
- Jabuti: Outro Ar, 1997
- Dave Maloney: Harvest Is In, 2002